# تاکائو ایسوکاوا
تاکائو ایسوکاوا (انگلیسی: Takao Isokawa؛ زادهٔ ۱۰ ژوئن ۱۹۸۴) کشتی‌گیر اهل ژاپن است.